# Академія наук і літератури в Майнці
Академія наук і літератури в Майнці (нім. Akademie der Wissenschaften und der Literatur Mainz, скор. AdW-Mainz) — громадська некомерційна організація, науково-дослідний центр при штаб-квартирі Спілки академій наук Німеччини.

## Історія
Академію наук і літератури в Майнці засновано 9 липня 1949 року з ініціативи відомого німецького письменника Альфреда Дебліна (1878—1957) і низки інших діячів науки і мистецтва. Новий науково-дослідний центр створено зусиллями членів розформованої Прусської академії наук, що після Другої світової війни опинилися у французькій і британській окупаційних зонах Німеччини. Якоюсь мірою, академія наук у Майнці була західнонімецькою наступницею Прусської академії, на противагу формальній правонаступниці — Академії наук НДР.
В основу проєкту створення Академії покладено також ідеї Готфріда Вільгельма Ляйбніца, який у період своєї служби при дворі курфюрст Майнцького розвивав концепцію інституціоналізації науки. На гербі організації зазначено девіз: «Духом Лейбніца» (лат. Genio Leibnitii).
Після створення Спілки академій наук Німеччини саме академія в Майнці стала майданчиком для розвитку співпраці між регіональними науково-дослідними центрами окремих федеральних земель, тут же створено штаб-квартиру цієї організації.

## Структура
Академія наук і літератури в Майнці в організаційному плані дещо відрізняється від структури, традиційної для подібних установ Німеччини: як і Вестфальська академія наук вона об'єднує не тільки вчених, але й діячів мистецтва. У складі академії виділяється 3 класи:
- Математико-природничонауковий клас має у своєму складі 8 комісій і дослідницьких груп, переважно в галузі медицини та біології. На чолі класу — академік-секретар, віце-президент Академії наук, професор Герхард Вегнер[de] (нім. Prof. Dr. rer. nat., Dr. h.c. Gerhard Wegner).
- Клас гуманітарних і суспільних наук — найбільший підрозділ академії, що включає 36 комісій і дослідницьких груп, які здійснюють проєкти переважно в галузі філології та історії. На чолі класу — академік-секретар, віце-президент Академії наук, професор Гернот Вільгельм (нім. Prof. Dr. phil. Gernot Wilhelm).
- Клас літератури здійснює заходи з дослідження та активного формування сучасного літературного процесу в Німеччині та німецькомовному світі. Очолює клас академік-секретар, віце-президент Академії наук, професор Норберт Міллер (нім. Prof. Dr. phil. Norbert Miller).

Головою Академії є Президент, якому підпорядковується керівний орган Академії — правління — у складі віце-президентів та їх заступників за посадою. На даний момент посаду президента Академії займає сходознавець Гернот Вільгельм (нім. Gernot Wilhelm).

## Президент
- Ельке Лютьєн-Дреколль[de] — с 2005 по 2013
- Гернот Вільгельм[de] — с 2013

## Примітка
1. 1 2  Deutsche Nationalbibliothek Record #35487-9 // Gemeinsame Normdatei — 2012—2016.
2. 1 2  Bibliothèque nationale de France BNF: платформа відкритих даних — 2011.
3. 1 2  офіційний сайт
4. ↑  Global Research Identifier Database — 2015.
5. ↑  https://idw-online.de/de/institution1091
6. ↑  https://www.nfdi.de/verein/#mitglieder
7. 1 2  https://idw-online.de/de/news677720
8. ↑  Aufgaben und Tätigkeiten der Akademie. Архів оригіналу за 29 березня 2012. Процитовано 2 травня 2021.